# Erika Rumsfeld
Erika Rumsfeld (* 8. März 1919; † 30. Juli 1998) war eine deutsche Schauspielerin und Hörspielsprecherin.
Sie spielte vor allem plattdeutsche Rollen im Ernst-Waldau-Theater in Bremen. Darüber hinaus war sie eine der meistbeschäftigten Hörspielsprecherinnen bei Radio Bremen. Die ARD-Hörspieldatenbank verzeichnet über 300 Produktionen, bei denen sie seit 1950, zumeist in Hauptrollen zu hören war. Neben einigen Werken auf Hochdeutsch, waren es in erster Linie Mundart-Hörspiele in niederdeutscher Sprache, bei denen sie vor den Mikrophonen stand. Von 1961 bis 1977 trat sie außerdem noch in verschiedenen Rollen im Fernsehen auf, u. a. in der Rudi Carrell Show (1966) und bei Loriot (1976/77).

## Fernsehfilme
- 1961: Stine vom Löh auf großer Fahrt (Rieke Irtz)
- 1966: Schwarze Vögel (Ellen Parker)
- 1967: Das Fräulein (Erna Diepholz)
- 1968: Vier Stunden von Elbe 1 (Tante Lise)
- 1969: Die Dubrow-Krise (Elli Szieguleit)
- 1969: Altersgenossen
- 1971: Kolibri (Lene)
- 1972: Kein Auskommen mit dem Einkommen (Garry Franzen)
- 1972: Jugend einer Studienrätin (Helga Hagemann)

## Auszeichnungen / Ehrungen
- 1979: Verleihung des Richard-Ohnsorg-Preises